# اچ‌ام‌اس هرمیون (اف۵۸)
اچ‌ام‌اس هرمیون (اف۵۸) (به انگلیسی: HMS Hermione (F58)) یک کشتی بود. این کشتی در سال ۱۹۶۷ ساخته شد.